# Sowerby Bridge
Sowerby Bridge è un paese di 9.948 abitanti della contea del West Yorkshire, in Inghilterra.